# Прокофьев, Иосиф Петрович
Иосиф Петрович Прокофьев (26 января (7 февраля) 1849—30 апреля (13 мая) 1912) — русский конструктор, генерал-лейтенант Корпуса инженер-механиков флота, профессор Николаевской морской академии.

## Биография
Родился 26 января (7 февраля) 1849 года.
Окончил Инженерное и артиллерийское училище Морского ведомства; был выпущен в 1868 году кондуктором в Корпус инженер-механиков. Сначала плавал на Тихом океане младшим механиком на клипере «Всадник», затем старшим механиком служил на клипере «Наездник» и канонерской лодке «Туча». В 1872—1874 годах учился в Морской академии, которую окончил первым по списку и занял должность помощника главного инженер-механика Ижорских заводов; участвовал в постройке машин для клипера «Джигит».
После защиты диссертации «О паровых машинах современного типа» был направлен Морской академией в двухлетнюю заграничную командировку, посетил Америку, Англию и Францию. По возвращении стал конструктором Балтийского судостроительного завода, которым руководил М. И. Кази. «Конструктивная и механическая часть находилась тогда в руках английских мастеров. М. И. Кази удалось организовать и оборудовать завод на новых началах, поднять его на высокую степень работоспособности и совершенства». И в этом деятельную помощь ему оказал И. П. Прокофьев, который самостоятельно спроектировал машины: для эскадренного броненосца «Александр III» (8500 л.с.), крейсера «Рюрик» 913000 л.с.), эскадренных броненосцев «Пересвет» и «Ослябя» (каждый по 15000 л.с.). В 1896 году организовал в Морской академии курс проектирования морских машин.
Женился 8 июля 1890 года на дочери инженера-технолога Екатерине Павловне Михайловой.
Генерал-майор Корпуса инженер-механиков флота с 6 декабря 1907 года. Вышел в отставку генерал-лейтенантом с 31 мая 1910 года
Умер от грудной жабы 30 апреля (13 мая) 1912 года. Похоронен 3 мая на Смоленском православном кладбище.